# Мурнин, Андрей Александрович
Андре́й Алекса́ндрович Мурни́н (11 мая 1985, Саратов, РСФСР, СССР) — российский футболист, полузащитник.

## Биография
Воспитанник ДЮСШ «Салют» (Саратов). Дебютировал за «Салют» через 8 дней после 16-летия в домашнем матче второго дивизиона против «Торпедо-Виктории» (1:1) — на 82-й минуте заменил Максима Романычева, в свою очередь вышедшего на замену 17-ю минутами ранее. До конца сезона провёл ещё четыре матча, во всех также выходя на замену в конце игры. Следующие три сезона отыграл с командой в первенстве ЛФЛ, в 88 матчах забил 26 голов. В 2004 году с 15 мячами стал лучшим бомбардиром команды.
2005 год провёл в саратовском «Соколе» в первом дивизионе. С 2006 года стал играть в «Салюте-Энергия» Белгород, откуда в августе 2007 перешёл в другой клуб первого дивизиона «СКА-Энергия» Хабаровск, где был капитаном. Провёл за команду в первенстве 195 игр, забил 36 голов. В феврале 2014 в связи с сокращением бюджета ушёл из клуба и вскоре вместе с четырьмя одноклубниками пополнил состав лидера первенства ПФЛ «Тосно», с которым вышел в ФНЛ. В январе 2015 из-за переизбытка центральных полузащитников покинул команду и перешёл в воронежский «Факел», с которым, как и год назад с «Тосно», вышел в ФНЛ. Стал в команде капитаном; в феврале 2017 перешёл в «Тамбов». В июне 2019 по обоюдному согласию расторг контракт и перешёл в «Химки». В первой части первенства в восьми играх забил один гол. 31 мая 2021 года контракт закончился.
В 2005 году привлекался на селекционный сбор сборной России до 19 лет под руководством Равиля Сабитова.
В сентябре 2022 — игрок команды чемпионата Краснодарского края «Виста-КубГУ» (Геленджик).

## Достижения
- Победитель ПФЛ (2): 2013/14 (зона «Запад»), 2014/15 (зона «Центр»)